# 长调
长调（Urtyn duu），意为“悠长的歌曲”，是蒙古草原上的一种歌曲形式。流行于内蒙古阿拉善、锡林郭勒、呼伦贝尔等大草原。音乐被称为“长调”不仅是因为歌曲的长度，还因为每个字的音节会被延长。一首四分钟的歌可能仅有十个字。一些长歌如Uvgin shuvuu khoyor，也叫作Jargaltain delger（老人和鸟）完整演唱有三个小时，共三十二节。主题通常和信仰、爱情、节日有关，经常用马作为贯穿重复的元素。东蒙古人会使用马头琴作为伴奏，有时也使用一种蒙古的长笛（林贝）。西蒙古的卫拉特部传统唱法无伴奏，或用两弦的igil琴伴奏。长调是一种很独特的演唱形式，2005年列入人类口述和非物质遗产代表作名录。

## 特征
蒙古长调容纳了人类的传统和历史、文化、美学、道德、哲学和游牧文化对世界的看法。长调的旋律悠扬、波折音十分繁复。演唱长调时，常有将一个完整乐段从低音区提到高音区，再降到低音区的完整过程，有时一支长调要用几组这样的过程。长调在音乐上字少腔长，不少乐句在元音上都有一个长长的拖音（被称为Shuranhai），再加上起伏的颤音。并分为Dan（单音）、Davkhar（双音）、Shuranhai（低沉的长颤音）、Nugalaa（稍低调子上的锐音），调子的起伏（Usrelt，在音高间跳跃或陡然转折），Tsokhilgo（声音波幅的明暗），Tsatslaga（泉涌），Khayalga（即兴的变化），Shigshree（重复的调子）和其他歌唱技巧。长调的多样让它能够完整描绘空旷的山谷、沉思和安宁的蒙古灵魂。
长调有三种主要形式：小长调（besreg urtiin duu）、长调（suman urtiin duu）和大长调（aizam urtiin duu，演唱长歌、史诗的调子）。Aizam这个词来源于大长调起头的无语义调子“Aya, zee khu”，一段极其辽阔，赞颂名誉、敬重和肃穆的旋律。大长调用于葬礼或节日仪式的开头。